# Amtsgericht Gumbinnen
Das Amtsgericht Gumbinnen war ein preußisches Amtsgericht mit Sitz in Gumbinnen, Ostpreußen.

## Geschichte
Das königlich preußische Amtsgericht Gumbinnen wurde mit Wirkung zum 1. Oktober 1879 als eines von sechs Amtsgerichten im Bezirk des Landgerichtes Insterburg im Bezirk des Oberlandesgerichtes Königsberg gebildet. Der Sitz des Gerichtes war Gumbinnen. Aufgehoben wurde das Kreisgericht Gumbinnen. Sein Gerichtsbezirk umfasste den Kreis Gumbinnen. Am Gericht bestanden 1888 vier Richterstellen. Das Amtsgericht war damit ein mittelgroßes Amtsgericht im Landgerichtsbezirk.
Im Jahre 1945 wurde der Amtsgerichtsbezirk unter sowjetische Verwaltung gestellt und die deutschen Einwohner vertrieben. Damit endete auch die Geschichte des Amtsgerichtes Gumbinnen.